# 道しるべ (夏川りみの曲)
「道しるべ」（みちしるべ）は2003年3月19日にビクターエンタテインメントから発売された、夏川りみの現名義における4枚目のシングル。

## 概要
「涙そうそう」でブレイクした後初めて発売されたマキシシングル。夏川りみの名義で発売された楽曲の中では歌謡曲としての側面が強い作品。Kiroroの玉城千春が「ちはる」名義で作詞・作曲をしたことでも話題になった。

## 収録曲
1. 道しるべ
  - 作詞・作曲：ちはる
  - 編曲：吉川忠英
2. 月桃花
  - 作詞：葉山真理
  - 作曲：吉川忠英
  - 編曲：京田誠一
3. 鷲ぬ鳥節～三線弾き語りヴァージョン～
4. 道しるべ（Instrumental Version）
5. 月桃花（Instrumental Version）